# 霸昌道
霸昌道，清朝设置的道，属于直隶省。
康熙八年（1669年）合并霸易道、昌密道设置分巡霸昌道。驻昌平州。下辖顺天府的大兴县、宛平县、良乡县、房山县、延庆县、香河县、保定县、文安县、大城县、固安县、永清县、东安县、顺义县、怀柔县、密云县、平谷县、涿州、霸州、昌平州。雍正六年（1728年），通永道所属顺天府通州等八县归霸昌道辖，管辖顺天府全境。
雍正十一年（1733年），永平府、通州、蓟州、遵化州、三河县、武清县、宝坻县、宁河县，属通永道，霸昌道下辖顺天府的大兴县、宛平县、霸州、保定县、文安县、大城县、涿州、良乡县、房山县、延庆县、香河县、固安县、永清县、东安县、顺义县、怀柔县、密云县、平谷县、昌平州以及承德州。乾隆五年（1740年）承德州属热河道。乾隆十三年（1748年），称分巡霸昌道，为按察使副使衔，兼理屯田、驿传、粮饷。乾隆二十年（1755年），香河县属通永道。乾隆年间一度夏季驻怀柔。霸昌道下辖顺天府西路厅（大兴县、宛平县、涿州、良乡县、房山县）、南路厅（霸州、保定县、文安县、大城县、固安县、永清县、东安县）、北路厅（昌平州、顺义县、怀柔县、密云县、平谷县）。光绪三十年（1904年），裁撤霸昌道，并入通永道。